# Rhathymoscelis melzeri
Rhathymoscelis melzeri là một loài bọ cánh cứng trong họ Cerambycidae.